# Luisa Maria av Belgien, ärkehertiginna av Habsburg-Este
Prinsessan Luisa Maria av Belgien, ärkehertiginna av Habsburg-Este, Luisa Maria Anna Martine Pilar, född 11 oktober 1995 i Bryssel, är belgisk prinsessa och bär även de utdöda titlarna kejserlig prinsessa av Österrike, kunglig prinsessa av Ungern och Böhmen, samt prinsessa av Modena. 
Hon är det fjärde barnet till prinsessan Astrid av Belgien och ärkehertig Lorenz av Österrike-Este. Hon är syskon till Amedeo (född 1986), Maria Laura (född 1988), Joachim (född 1991) och Laetitia Maria (född 2003).
Luisa Marias enda offentliga framträdande hittills är att hon, tillsammans med sin mor, prinsessan Astrid av Belgien, och sin syster, prinsessan Laetita Maria, närvarade vid världspremiären av filmen Tintins äventyr, regisserad av Steven Spielberg.

## Biografi
Alla Luisa Marias morföräldrar och farföräldrar är antingen kungliga eller adliga. Hon härstammar från de österrikiska, belgiska, italienska, svenska, franska, danska, brittiska, portugisiska, spanska och tyska kungafamiljerna. Eftersom hon är född efter förändringen av konstitutionen 1991, som avskaffade den saliska lagen, är hon den första prinsessa av Belgien att födas med full arvsrätt till tronen.
Efter att ha blivit utbildad vid Sint-Jan-Berchmans School i Bryssel – som de flesta unga medlemmar av den kungliga familjen blir – gick hon 2009 vidare till studier på Sevenoaks School i Kent, England, där även hennes äldste bror, Amedeo, har gått.